# 仲丁威
仲丁威（英語：fenobucarb，2-sec-Butylphenyl N-methylcarbamate，缩写BPMC）化学式C12H17NO2，是一种氨基甲酸酯类的杀虫剂。